# Axel Gabriel Leijonhufvud (1812–1897)
Axel Gabriel Leijonhufvud den yngre, född den 17 september 1812 i Stockholm, död den 11 juli 1897, var en svensk friherre i ätten Leijonhufvud, militär och diplomat.

## Biografi
Axel Gabriel Leijonhufvud föddes den 17 september i Stockholm som son till friherren Axel Gabriel den äldre. Han påbörjade sin militära utbildning som kadett vid Krigsakademien på Karlberg 1827. Leijonhufvud utexaminerades 1831 och påbörjade sin militära karriär som fänrik i Svea livgarde redan nästa år (1832). Han blev löjtnant i Svea livgarde 1842.

## Utmärkelser

### Svenska utmärkelser
- Riddare av Svärdsorden, 28 april 1859.[3][4]
- Riddare av Svärdsorden i Briljanter, 6 juni 1863.[3][4]
- Kommendör av Svärdsorden 1:a Klass, 4 juni 1867.[3][4]
- Kommendör av Nordstjärneorden 1:a Klass, 1 december 1878.[4]
- Kommendör med Stora Korset av Nordstjärneorden, 25 april 1887.[4]

### Utlänska utmärkelser
- Riddare av Franska Hederslegionen, 16 september 1856.[3][4]
- Riddare av Ryska Sankt Annas orden 1:a Klass, 1 april 1860.[3][4]
- Storkorset av Danska Dannebrogsorden, 28 juli 1869.[4]